# Antonio Randa
Antonio Randa (Bologne, 1595? - Ferrare?, post 1657) était un peintre italien classiciste actif à Ferrare, Modène, Rovigo, Galluzzo, Comacchio et Bologne.

## Biographie
Antonio Randa était un peintre de la période classiciste, actif à Ferrare, Modène et sa ville natale de Bologne.
Antonio Randa s'est d'abord formé avec Guido Reni et par la suite il a travaillé auprès de Lucio Massari. Antonio Randa a ensuite bénéficié du mécénat du duc de Modène (1614).

## Œuvres
- San Filippo Neri, église Santo Stefano, Ferrare
- Vierge à l'Enfant avec les Saints, église San Liberale,

## Sources
- (en) Cet article est partiellement ou en totalité issu de l’article de Wikipédia en anglais intitulé « Antonio Randa » (voir la liste des auteurs).